# Payam Niazmand
Seyed Payam Niazmand Ghader (tiếng Ba Tư: سید پیام نیازمند; sinh ngày 6 tháng 4 năm 1995) là một cầu thủ bóng đá chuyên nghiệp người Iran hiện thi đấu ở vị trí thủ môn cho câu lạc bộ Sepahan và đội tuyển quốc gia Iran.